# Арон, Пауль
Пауль Арон (эст. Paul Aron; род. 4 февраля 2004, Таллин, Эстония) — эстонский автогонщик. В сезоне 2024 года выступает в Формуле-2 за команду Hitech Pulse-Eight. С 2025 года Арон является членом молодёжной программы Alpine.

## Карьера

### Картинг
Начав в Эстонии в возрасте 8 лет, Арон поднялся по картинговой лестнице и вскоре начал гоняться по всей Европе, но в основном в Италии. Арон выиграл чемпионат Европы по картингу CIK-FIA в 2018 году.

### Младшие формулы
Арон участвовал в чемпионате ADAC Формула-4 в сезоне 2019 года за команду Prema Powerteam. Он финишировал седьмым в чемпионате с двумя подиумами, оба из которых были победами в Австрии и Нидерландах. Более успешные выступления Арона в сезоне 2019 года пришлись на Итальянскую Формулу-4, где также выступал за команду Prema. Он взял восемь подиумов и две победы, одна из которых также была одержана на Ред Булл Ринге, а другая — в Муджелло. Арон закончил сезон на третьем месте после юниора Red Bull Денниса Хаугера и члена Ferrari Driver Academy Джанлуки Петекофа. Благодаря девяти победам новичков Арон стал чемпионом среди новичков.

### Еврокубок Формулы-Рено
После тестов на постсезонных тестах на Поль Рикаре в ноябре 2019 года Арон был подписан в новую команду Еврокубка Формулы-Рено ART Grand Prix на сезон 2020 года. Пауль финишировал 11-м в турнирной таблице.

### Региональный европейский чемпионат Формулы
В сезоне 2021 года Арон выступал за команду Prema Racing в Региональном европейском чемпионате Формулы. Первый подиум Пауль завоевал на первом этапе в Имоле, финишировав вторым во второй гонке. Арон финишировал третьим на следующих двух этапах соответственно, но затем Пауль не поднимался на подиум до седьмого этапа сезона, где эстонец завершил первую гонку на Ред Булл Ринге на третьем месте. После этапа в Валенсии, в котором Пауль финишировал четвёртым и двенадцатым, Арон завоевал свою первую поул-позицию в сезоне на трассе Муджелло.
В сезоне 2022 года Арон продолжил выступать за команду Prema Racing в Региональном европейском чемпионате Формулы.

### Формула-3
В ноябре 2021 года Арон принял участие в постсезонных тестах за команду Prema Racing во второй и третий дни. В конце сентября 2022 года Арон снова принял участие в постсезонных тестах Формулы-3 за команду Prema Racing, выступав все три дня. В октябре 2022 года команда подтвердила, что Арон будет выступать в сезоне Формулы-3 2023 года.

### Формула-1
В июле 2019 года команда Mercedes добавила Арона в свою молодёжную программу.
Дебютировал в Формуле-1 в 2025 году в качестве пятничного гонщика, приняв участие в первой свободной тренировке на Гран-при Великобритании.

## Личная жизнь
Старший брат Арона — чемпион Итальянской Формулы-4 в сезоне 2015 года Ральф Арон, который является менеджером команды Prema Racing.

## Результаты выступлений

### Формула-1
| Легенда к таблице |                                                                    |
| --- | ------------------------------------------------------------------ |
| В таблице перечислены результаты всех Гран-при Формулы-1, в которых принимал участие гонщик. Строками таблицы являются сезоны, столбцами — этапы чемпионата мира. В каждой клетке указаны сокращённое название этапа и результат, дополнительно обозначенный цветом. Расшифровка обозначений и цветов представлена в нижеследующей таблице. |                                                                    |
| \| Пример \| Описание \| \| ------------ \| ------------------------------------------------------------------ \| \| 1 \| Победитель \| \| 2 \| Второе место \| \| 3 \| Третье место \| \| 5 \| Финишировал, заработав очки \| \| Сход \| Не финишировал, но при этом заработал очки \| \| 12 \| Финишировал, не получив очков \| \| НКЛ \| Финишировал, но не попал в финальную классификацию \| \| 15 \| Участвовал вне зачёта, либо по отдельной классификации \| \| 18 \| Не финишировал, но попал в финальную классификацию \| \| Сход \| Не финишировал \| \| НКВ \| Не прошёл квалификацию \| \| НПКВ \| Не прошёл предквалификацию \| \| ДСК \| Дисквалифицирован \| \| ИСК \| Исключён из протокола соревнований \| \| ТТ \| Заявлен для участия только в тренировках \| \| НС \| Участвовал в квалификации, но не стартовал в гонке \| \| Т \| Травмирован или болен \| \| ОТК \| Отказ от участия \| \| НТР \| Прибыл на соревнования, но на трассу не выезжал \| \| НПР \| Был заявлен в числе участников, но не прибыл к началу соревнований \| \| О \| Соревнования отменены \| \| \| Не участвовал \| \| Поул-позиция \| \| \| Быстрый круг \| \| |                                                                    |
| Пример | Описание                                                           |
| 1 | Победитель                                                         |
| 2 | Второе место                                                       |
| 3 | Третье место                                                       |
| 5 | Финишировал, заработав очки                                        |
| Сход | Не финишировал, но при этом заработал очки                         |
| 12 | Финишировал, не получив очков                                      |
| НКЛ | Финишировал, но не попал в финальную классификацию                 |
| 15 | Участвовал вне зачёта, либо по отдельной классификации             |
| 18 | Не финишировал, но попал в финальную классификацию                 |
| Сход | Не финишировал                                                     |
| НКВ | Не прошёл квалификацию                                             |
| НПКВ | Не прошёл предквалификацию                                         |
| ДСК | Дисквалифицирован                                                  |
| ИСК | Исключён из протокола соревнований                                 |
| ТТ | Заявлен для участия только в тренировках                           |
| НС | Участвовал в квалификации, но не стартовал в гонке                 |
| Т | Травмирован или болен                                              |
| ОТК | Отказ от участия                                                   |
| НТР | Прибыл на соревнования, но на трассу не выезжал                    |
| НПР | Был заявлен в числе участников, но не прибыл к началу соревнований |
| О | Соревнования отменены                                              |
| | Не участвовал                                                      |
| Поул-позиция |                                                                    |
| Быстрый круг |                                                                    |

| Сезон | Команда                   | Шасси           | Двигатель               | Ш | 1   | 2   | 3   | 4   | 5   | 6   | 7   | 8   | 9   | 10  | 11  | 12       | 13  | 14       | 15  | 16  | 17  | 18  | 19  | 20  | 21  | 22  | 23  | 24  | Место | Очки |
| ----- | ------------------------- | --------------- | ----------------------- | - | --- | --- | --- | --- | --- | --- | --- | --- | --- | --- | --- | -------- | --- | -------- | --- | --- | --- | --- | --- | --- | --- | --- | --- | --- | ----- | ---- |
| 2025  | Stake F1 Team Kick Sauber | Kick Sauber C45 | Ferrari 066/12 1,6 V6 t | P | АВС | КИТ | ЯПО | БАХ | САУ | МАЙ | ЭМИ | МОН | ИСП | КАН | АВТ | ВЕЛ тест | БЕЛ | ВЕН тест | НИД | ИТА | АЗЕ | СИН | США | МЕХ | САП | ЛАС | КАТ | АБУ | —     | —    |